# Kevin Curtis
Kevin Deevon Curtis (født 17. juni 1978 i Murray, Utah, USA) er en amerikansk footballspiller (wide receiver) der pt. er free agent. Han har spillet en årrække i NFL, hvor han har repræsenteret fem forskellige klubber.

## Klubber
- St. Louis Rams (2003–2006)
- Philadelphia Eagles (2007–2009)
- Miami Dolphins (2010)
- Kansas City Chiefs (2010)
- Tennessee Titans (2011)